# Bold (телеканал)
bold — канадский англоязычный цифровой кабельный канал первой категории, принадлежащий «Canadian Broadcasting Corporation». Начал вещание 4 сентября 2001 года. Вещательный контент — художественные фильмы, программы, посвящённые событиям в сферах культуры и спорта.

## История
Лицензирован Комиссией по радио, телевидению и телекоммуникациям Канады 24 ноября 2001 года. Изначально канал являлся совместным проектом Corus Entertainment и Canadian Broadcasting Corporation, которым принадлежало 70 % и 30 % акций соответственно. Целевая аудитория — жители провинциальной Канады, чем определялось содержание вещания: фильмы и передачи, соответствующие интересам данной категории зрителей.
Канал начал вещание 4 сентября 2001 года под именем Country Canada (рус. Провинциальная Канада) по названию цикла передач Country Canada, выходивших на CBC Television до 2000 года. 1 ноября 2002 года Corus Entertainment продал свою долю акций CBC, после чего канал получил новый логотип и его название было изменено на CBC Country Canada.
Интересы канала также начали изменяться: акцент был смещён с провинциальной жизни на жизнь Канады в целом (природа, климат, социальные аспекты, спорт, культура и т. д.). Каналом были закуплены права на трансляцию нескольких канадских и британских телесериалов, появились регулярные трансляции любительских соревнований по кёрлингу, сноуборду, а также трансляции матчей с участием футбольного клуба «Торонто» и Сборной Канады по футболу.
В связи с произошедшими изменениями канал стал позиционироваться как вторичный развлекательный сервис CBC.
27 марта 2008 года канал получил своё нынешнее название — bold (со строчной буквы). В программах передач он, как правило, имеет обозначение CBC Bold.

## bold HD
3 июня 2010 года CBC запустила новый сервис bold — bold HD, канал вещающий в формате HD.

## Передачи и проекты[6]
- Beautiful Noise[7] (рус. «Прекрасный шум») — цикл музыкальных передач.
- Da Vinci's City Hall (рус. «Ратуша Да Винчи») — телесериал.
- George Stroumboulopoulos Tonight (рус. «Вечер с Джорджем Стромболопулосом») — ток-шоу.
- «Разведка» — телесериал.
- Landscape as Muse (рус. «Вдохновляющая природа»)
- Live from Abbey Road[7] — цикл музыкальных передач.
- Q TV
- «Молокососы» — телесериал.
- The Gallery (рус. «Галерея»)
- What It's Like Being Alone (рус. «Что значит быть одному») — чёрная многосерийная комедия в стиле пластилиновой анимации.
- «Тюдоры»[2] — телесериал.